# Михельсон, Николай Семёнович
Николай Семёнович Михельсон (1873—1955) — советский математик, профессор, доктор технических наук. Член Санкт-Петербургского математического общества.

## Биография
Родился 14 (26) мая 1873 года. В 1882—1891 годах учился в гимназии при Санкт-Петербургском историко-филологическом институте. Затем учился на математическом отделении физико-математического факультета Санкт-Петербургского университета, который окончил в 1895 году.
Преподавал в петербургском женском педагогическом институте и на Высших женских курсах; затем — в Петербургском технологическом институте.
В 1932 году возглавил кафедру высшей математики Военно-механический института.
Умер в 1955 году.
Н. С. Михельсон — автор неоднократно переиздававшегося в СССР «Учебника по общему курсу высшей математики» (Л.: Кубуч, 1927. — 283, [5] с.: черт.; 6-е изд., (перераб.). — Л.: Кубуч, 1934) и учебника для высших технических учебных заведений «Краткий курс высшей математики» М.—Л.: Гос. изд-во техн.-теорет. лит., 1950. — 511 с.). Также он издал: «Теоретические основы ареометрии» (М.—Л.: Стандартизация и рационализация, 1932. — 64 с.: черт.).